# Best of the Best 3
Best of the Best 3: No Turning Back es una película de acción y artes marciales estadounidense de 1995, estrenada Directamente para vídeo dirigida y protagonizada por Phillip Rhee. Es la segunda secuela de la película Best of the Best.

## Argumento
Un instructor de Artes Marciales acude a la defensa de un maestro de la escuela, quien se enfrentará a una organización local de un grupo de blancos supremacistas..

## Reparto
- Tommy Lee - Phillip Rhee
- Jack Banning - Christopher McDonald
- Margo Preston - Gina Gershon
- Donnie Hansen - Mark Rolston
- Owen Tucker - Peter Simmons
- Karen Banning - Cristina Lawson
- Georgia - Dee Wallace
- Tiny - Michael Bailey Smith
- Luther Phelps - Justin Brentley
- Rev. Phelps - Andra R. Ward